# 韋斯特伐利亞 (馬里蘭州)
韋斯特伐利亞（英語：Westphalia）是位於美國馬里蘭州佐治王子縣的一個普查規定居民點。

## 人口
根據2020年美國人口普查的數據，韋斯特伐利亞的面積為25.68平方千米，當中陸地面積為25.66平方千米，而水域面積為0.02平方千米。當地共有人口11770人，而人口密度為每平方千米458.33人。